# Parachiridotea mediterranea
Parachiridotea mediterranea es una especie de crustáceo isópodo marino de la familia Chaetiliidae.

## Distribución geográfica
Se distribuye por el Mediterráneo.